# Све ми равно до Косова
Све ми равно до Косова је осми студијски албум српске фолк певачице Снеки Бабић, рађен у продукцији са Злаја бендом, и издат 1995, у издању Јужног ветра. Као бонус на плочи и касети додате су и песме са албума Играчка. Снимљени су музички спотови за песме Све ми равно до Косова, Падобранац и Краљица без краља.

## Списак песама
| №  | Назив                    | Текст                            | Музика                 | Трајање |  |
| 1. | Све ми равно до Косова   | Катарина Јованић, Вања Валентина | Мила Јанковић          |         |  |
| 2. | Нема те силе             | Мила Јанковић                    | Срећко Максимовић Цеци |         |  |
| 3. | Краљица без краља        | Мики Јовичић                     | Срећко Максимовић Цеци |         |  |
| 4. | Кишобран                 | Ратко Паић                       | Срећко Максимовић Цеци |         |  |
| 5. | Падобранац               | Б. Живановић                     | Злаја Тимотић          |         |  |
| 6. | Погледај ме као жену     | Ратко Паић                       | Злаја Тимотић          |         |  |
| 7. | Једно сам ја, а друго ти | Катарина Јованоћ                 | Злаја Тимотић          |         |  |
| 8. | Буди поред мене          | Ратко Паић                       | Злаја Тимотић          |         |  |